# Panský
Panský (německy Herrnwalde) je malá vesnice, část obce Staré Křečany v okrese Děčín. Nachází se asi 2 km na západ od Starých Křečan. Prochází tudy železniční trať Rumburk – Panský – Mikulášovice, na které leží dopravna Panský. Je zde evidováno 12 adres. V roce 2011 zde trvale žilo dvanáct obyvatel.
Panský je také název katastrálního území o rozloze 3,74 km².

## Historie
Nejstarší písemná zmínka pochází z roku 1550.

## Obyvatelstvo
|                                                                        | 1869 | 1880 | 1890 | 1900 | 1910 | 1921 | 1930 | 1950 | 1961 | 1970 | 1980 | 1991 | 2001 | 2011 |
| ---------------------------------------------------------------------- | ---- | ---- | ---- | ---- | ---- | ---- | ---- | ---- | ---- | ---- | ---- | ---- | ---- | ---- |
| Obyvatelé                                                              | 232  | 166  | 167  | 144  | 132  | 112  | 116  | 16   | 25   | 24   | 58   | 3    | 2    | 12   |
| Domy                                                                   | 30   | 29   | 28   | 28   | 28   | 27   | 26   | 25   | .    | 10   | 15   | 10   | 9    | 10   |
| Počet domů z roku 1961 je zahrnut v domech místní části Staré Křečany. |      |      |      |      |      |      |      |      |      |      |      |      |      |      |